# Influenzavirus A subtipo H5N8
El influenzavirus A subtipo H5N8, también conocido como virus de la gripe aviar, es una especie de influenzavirus tipo A del virus de la gripe, perteneciente a la familia de los Orthomyxoviridae.
Aunque el influenzavirus A (H5N8) se considera uno de los subtipos menos patógenos para los seres humanos, su patogenicidad ha comenzado a aumentar en los últimos años. El H5N8 se ha utilizado previamente en lugar del H1N1 altamente patógeno en estudios. Mientras que el H5N8 presenta sólo un bajo riesgo para los seres humanos, es altamente letal para las aves silvestres y aves de corral. En febrero de 2021 se notificaron en Rusia los primeros casos de la enfermedad por la variante 2.3.4.4b en humanos.

## Síntomas
En su mayor parte, los síntomas del virus H5N8 son respiratorios. Los síntomas comunes son "similares a la gripe": fiebre, escalofríos, dolor de cabeza, tos y debilidad. Al parecer, la conjuntivitis también se ha asociado con el virus. Cuando se confirma que las aves de corral cultivadas tienen el virus, la granja sacrificará las aves. De esta manera, es de esperar que el virus no se transmita al público. Sin embargo, las granjas vecinas y la vida silvestre de la zona también deben ser probadas.

## Brotes

### Brote de 1983
Tal vez el brote más conocido del virus H5N8 ocurrió en Irlanda en 1983. Las aves de corral en dos granjas mostraron los síntomas habituales, además de diarrea, nerviosismo y depresión. Las granjas avícolas cercanas pronto comenzaron a mostrar signos de infección, pero no se pudo establecer ningún contacto entre las granjas. Al final, 8.000 pavos, 28.020 pollos y 270.000 patos fueron sacrificados. Cuando se investigó en el laboratorio, los hallazgos clínicos demostraron que los pavos eran los más susceptibles a la infección. El virus no podía reproducirse clínicamente en patos.

### Brote de 2016-2017
En el segundo semestre de 2016 se notificaba por primera vez un brote del virus H5N8 en Europa, extendiéndose a Asia a finales de año.

#### Octubre de 2016
El 27 de octubre de 2016, un caso del virus H5N8 fue reportado por primera vez en un cisne salvaje en Hungría. Posteriormente se presentaron más informes de otros siete países europeos. Hubo brotes en aves de corral y aves silvestres en Austria, Hungría y Alemania. Sólo hubo informes de infección en aves silvestres en Croacia, Dinamarca, Polonia y Suiza.

#### Noviembre de 2016
En los Países Bajos, el virus H5N8 fue encontrado en aves silvestres y aves en un zoológico. El 26 de noviembre, 190.000 patos fueron sacrificados en seis granjas. También se han notificado brotes en India, Israel, Corea del Sur, Taiwán y Rusia.

#### Diciembre de 2016
El 16 de diciembre de 2016, se confirmó que se había producido un brote del virus H5N8 en una granja cerca de Tetney, Louth, el primer brote en el Reino Unido. Este brote ha causado la muerte combinada y el sacrificio de 5.000 pavos. El 16 de diciembre de 2016, el Departamento de Medio Ambiente, Alimentación y Asuntos Rurales impuso una zona de protección de 3 km y una zona de vigilancia de 10 km.
En la segunda semana de diciembre, delegaciones oficiales de Japón, Corea del Sur y China se reunieron en Pekín para un simposio sobre prevención y control de la gripe aviar y otras enfermedades en Asia oriental, según el sitio web del Ministerio de Agricultura de China.
A finales de diciembre, el brote se había extendido a Corea del Sur, Japón, Alemania y el Reino Unido. Miles de aves y animales estaban siendo sacrificados en Alemania para detener la propagación. En el Reino Unido la gripe fue encontrada en un pato salvaje en una granja de pavos en Lincolnshire.
En Corea del Sur, un total de 18.4 millones de aves habían muerto en diciembre desde que se reportó el primer brote de gripe aviar en una granja el 18 de noviembre.
Japón ha notificado cinco brotes desde finales de noviembre, de los que 800.000 pollos han sido sacrificados en un mes.

#### Enero de 2017
A principios de enero de 2017, Francia sacrificó unas 800.000 aves para evitar la propagación del virus H5N8. En Nigeria, se informó que el virus afectó a 3.5 millones de aves. El virus también se detectó en España y Eslovenia.
Uganda detectó gripe aviar en dos lugares, uno afectando aves silvestres y otro golpeando aves domésticas.

#### Febrero de 2017
Se detectaron dos casos del virus en Irlanda del Norte entre gansos salvajes. Como respuesta, el Departamento de Agricultura amplió las restricciones a las bandadas avícolas al menos hasta el 16 de marzo.

#### Junio de 2017
Un caso del virus se detectó en Harare, Zimbabue, en uno de los principales productores avícolas, Irvine's Private Limited. El virus causó más de 7.000 fallecimientos de aves. Como resultado, la compañía, sacrificó más de 140.000 aves para evitar la propagación del virus. A pesar de que se emitió una prohibición de todos los productos aviares de Zimbabue. El 22 de junio se informó de un brote en una granja avícola comercial de pollos de engorde en las afueras de Villiers, Sudáfrica, después de la muerte de 5.000 pollos. Unos días más tarde, a poco más de 60 km del primer brote, se informó de un brote separado en Standerton, Mpumalanga, donde más de 25.000 aves fueron sacrificadas para evitar que el virus se propagara. La Asociación Sudafricana de Aves de Corral informó que los patos salvajes que migran desde Europa están propagando el virus.

#### Diciembre de 2017
El 20 de diciembre de 2017, el Ministerio de Medio Ambiente, Agua y Agricultura (MEWA) de Arabia Saudita anunció la detección del virus H5N8 altamente patógeno entre las aves en un mercado avícola en Riad. Unos días más tarde, el virus fue detectado en otras granjas de otras ciudades como Al-Ahsa, Al-Kharj, Al-Quaiyat, Dharma y Mazahmiya. Este brote en el país condujo a un sacrificio de más de 100.000 aves en 12 lugares del país para prevenir la propagación del virus.

### Brote de 2020-2021

#### Febrero de 2020
El 4 de febrero, Arabia Saudita informó de un brote del virus de la gripe aviar H5N8 altamente patógeno en una granja avícola. El brote, que se produjo en la región central de Sudair, mató a 22.700 aves.

#### Julio de 2020
En julio de 2020, el virus H5N8 fue detectado en aves silvestres en el oeste de Rusia y Kazajistán. Debido a que esto incluía aves acuáticas que migran al norte y al oeste de Europa, se consideró probable que el virus se detectara allí más adelante en el año (como se confirmaría en octubre-noviembre).

#### Octubre-diciembre de 2020
El 22 de octubre, la ministra de Agricultura de los Países Bajos, Carola Schouten, confirmó que el H5N8 había sido encontrado en muestras de aves silvestres en el país. Como contramedida, se requirió que las aves en granjas avícolas se mantuvieran en el interior y aisladas. Desde finales de octubre hasta mediados de noviembre, se había extendido a tres granjas de pollos y una granja de patos en el país, y las 320.000 aves en las granjas habían sido erradicadas para detener la propagación. Poco después de la primera detección en los Países Bajos, se confirmó en el Reino Unido (octubre: aves de corral; noviembre: aves silvestres y aves de corral), Alemania (octubre: aves silvestres; noviembre: aves silvestres y aves de corral), Irlanda (octubre y noviembre: aves silvestres), Bélgica (noviembre: aves silvestres), Dinamarca (noviembre: aves silvestres y aves de corral), Francia (noviembre: aves de corral) y Suecia (noviembre: aves de corral). Estos brotes dieron lugar a contramedidas similares a las ya adoptadas en los Países Bajos.
Según informes oficiales confirmados del Ministerio de Agricultura Foresty and Fisheries of Japan, se encontraron varios pollos muertos en 47 granjas avícolas de pollo en Japón, del 5 de noviembre de 2020 al 11 de febrero de 2021, 16 lugares en la isla de Shikoku,14 lugares en la isla de Kyushu, nueve lugares en la región de Kantō, cinco lugares en el oeste de Honshu y cada uno en la isla de Awaji, prefectura de Gifu y prefectura de Toyama. Según el informe confirmado por el funcionario local, estos casos eran de influenza tipo H5N8 altamente patógena.
El 10 de noviembre, el Ministerio de Agricultura de Corea del Sur dijo que había confirmado la cepa H5N8 altamente patógena de la gripe aviar en muestras de aves silvestres en el centro oeste del país y emitió su advertencia de gripe aviar.
A finales de noviembre de 2020, unos 10.500 pavos murieron en una granja británica en North Yorkshire con el fin de limitar la propagación de la gripe aviar H5N8 después de que un brote fuera descubierto por funcionarios de salud.
El 16 de diciembre varias aves fueron encontradas muertas en la Isla de Wight, en el Reino Unido, y la causa de la muerte fue identificada como H5N8.

#### Enero de 2021
La India informó del virus primero en las aves migratorias después de lo cual en enero de 2021 el sacrificio de pollos y patos comenzó el martes 6 de enero en partes de Kerala para contener la cepa H5N8 de gripe aviar, mientras que Jammu y Cachemira se activaron una alerta y comenzaron a recoger muestras de especies migratorias después de que Himachal Pradesh, Rajastán y Madhya Pradesh reportaran casos de gripe aviar. Funcionarios de Kerala han dicho que unas 40.000 aves domésticas, incluidas 34.000 solo en la región de Kuttanad, serán sacrificadas para comprobar la propagación del virus H5N8. Hasta ahora, 2.700 aves migratorias, en su mayoría gansos cabeza de bar, han sido encontradas muertas en el área del lago y se han enviado muestras para ser analizadas, dijeron funcionarios estatales de cría de animales.
Según el informe confirmado por funcionarios del Ministerio de Agricultura, Silvicultura y Pesca de Japón, muchos debilitan el cuerpo de patos comestibles fundados en dos granjas avícolas cercanas a Narita, prefectura de Chiba, que resultaron a gripe aviar tipo H5N8 por muestra y prueba genética por funcionario regional los días 21 y 24 de enero. Ambos casos fueron patos comestibles enviados en muchos sitios de granjas avícolas más allá de una semana y muchos patos fueron cortados por la Fuerza de Autodefensa de Japón.

### Brote de 2022

#### Abril de 2022
La comisión Nacional de Sanidad de China anunció que un niño de 4 años se infectó con la cepa H3N8 de la gripe aviar, el primer contagio de este tipo registrado entre humanos a nivel mundial. 
Según informó la comisión en las últimas horas en un comunicado, el niño se contrajo la enfermedad en la ciudad de Zhumadian, en la provincia central de Henan. 
De acuerdo con las autoridades médicas, el menor desarrolló fiebre y otros síntomas de gripe el pasado 5 de abril y posteriormente fue hospitalizado. 
El 24 de abril, la comisión confirmó que había contraído la cepa H3N8 tras haber estado en contacto con pollos que criaba en su casa y hasta ahora se dio a conocer su caso, sin embargo, la institución explica que el riesgo de contagio es bajo.